# Thibault Wolicki
Thibault Wolicki, né le 5 avril 1983 à Hazebrouck dans le Nord, est un entraîneur français de basket-ball. 

## Biographie
Arrivé au Stade olympique maritime boulonnais (SOMB) en 2012 en tant que responsable du centre de formation, il dirige ensuite les équipes aux niveaux Espoirs et NM3. Également assistant de l’équipe professionnelle pendant 8 saisons.
Le 5 novembre 2018, Thibault Wolicki prend les rênes du SOMB en devenant coach n°1.
En juillet 2023, il devient le nouvel entraineur des Béliers de Kemper, club de Quimper rétrogradé en nationale masculine 1 (NM1).

## Palmarès
- 2013-2014 : Champion de France de ProB, et accède à la Pro A pour la saison 2014-2015.
- 2022-2023 : Champion de France NM1 avec l'ASLP Basket